# Shanghai-Hongkou-Fußballstadion
Das Shanghai-Hongkou-Fußballstadion (chinesisch 虹口足球場 Hóngkǒu Zúqiúchǎng) ist ein multifunktionelles Stadion in Shanghai, Volksrepublik China mit einer Kapazität von 35.000 Plätzen.
Während der 5. Nationalen Spiele stellte hier der Hochspringer Zhu Jianhua am 22. September 1983 mit 2,38 Meter einen neuen Weltrekord in Hochsprung auf. 
Zurzeit ist Fußball die am häufigsten ausgetragene Veranstaltung im Stadion. 2007 wurde hier unter anderem das Eröffnungsspiel und das Endspiel der Frauenfußball-Weltmeisterschaft ausgetragen.
Bei einem Brand am 28. März 2017 im oberen Bereich hinter den Tribünen wurde das Stadion schwer beschädigt.